# Штурм крепости Глогау
Осада Глогау (11 февраля — 1 апреля 1945 года) — осада и штурм Красной Армией немецкой крепости Глогау (ныне Глогув, Польша) в годы Второй мировой войны в рамках Нижнесилезской наступательной операции.

## Город-крепость
С конца 1944 года город Глогау находился в контексте так называемого Гудериановского плана (названного в честь генерал-полковника Гейнца Гудериана), смысл которого заключался в создании городов-крепостей для укрепления восточного фронта от наступающих советских войск. Оборона города состояла из внешнего защитного пояса: полевых позиций и противотанковых заграждений. Внутренней защитный пояс состоял из разветвлённой сети оборонительных сооружений, проходящих, в частности, и через историческую часть города. Была создана мощная система опорных пунктов. Казармы Людендорфа и Гинденбурга, железнодорожное депо со станционными постройками, замок и городок на острове, городской стадион, старинная крепость, заключающая в себе наиболее старую часть города, — всё это были сильные опорные пункты немцев. В старой крепости и в центре города все улицы были забаррикадированы. Каждая баррикада представляла собой двухметровый вал из кирпича с широким противотанковым рвом.

## Силы немцев
В городе не было тяжёлого фортификационного и противотанкового оружия, поэтому немецкое командование в первую очередь рассчитывало на Фольксштурм.
Общая численность обороняющихся составляла от 6000 до 7000 солдат, из которых только 1500 имели боевой опыт. Командование крепостью возглавлял полковник Шенон, впоследствии сменённый полковником Йонасом Эйленбургом.
Состав обороняющихся:
- Инженерный и запасной батальоны — 213.
- Крепостной батальон — 1445.
- Батальон ландвера — 1091.
- Крепостная артиллерийская дивизия — 61.
- Части снабжения.
- Пять батальонов Фольксштурма.

## Ход сражения
В начале февраля 1945 года немецкая оборона вдоль реки Одер была прорвана советскими войсками, и к 11 февраля того же года крепость Глогау была окружена и отрезана от основных немецких частей. Через день РККА захватила плацдарм на Одере. Передовая часть обороняющихся проходила на север вдоль Доминселя, на восток, юг и запад вдоль внешнего оборонительного кольца с верфи Заркау в казармах Льежа, на стадионе, набережной, в базах Гинденбурга и в районе станции до реки Одер. Осаждённые находились в стратегическом положении.
Захватив стратегически важную высоту Бисмарк в начале осады, советские войска могли наблюдать все оборонительные позиции в городе-крепости. Чтобы захватить город как можно быстрее и освободить войска для штурма Берлина, РККА начала с массированных артиллерийских ударов и воздушных налётов. В результате город был в значительной степени разрушен.
31 марта 1945 года в город прорвались советские подразделения и начались упорные уличные бои. Красная армия активно использовала штурмовые группы для захвата позиций обороняющихся. Каждая группа включала взвод стрелков, 10–12 сапёров, 2 танка и 2 орудия. Группы были поддержаны огнём миномётов и артиллерии. Особенно ожесточённые бои произошли за казармы Людендорфа. Артиллеристы и минометчики открыли огонь по окнам нижних этажей и подвалам казарм, в которых были сосредоточены огневые средства противника. Под прикрытием огня советские пехотинцы и саперы пошли на штурм. Вскоре пять казарм были заняты, последняя, шестая казарма, гарнизон которой упорно сопротивлялся, — взорвана.
После захвата уездного дома и других небольших опорных пунктов в центре города силы обороняющихся оказались разрезанными на восточную и западную оборонительные части. Единое управление этими двумя областями стало невозможным, поскольку радио и телефонное соединения были прерваны. Последним сообщением, переданным командующим крепостью, было: «Крепость свободна, каждый действует по своему усмотрению. Эйленбург». Около 800 солдат, включая Эйленбурга, попытались вырваться из окружения тремя группами, но почти все они были уничтожены или захвачены в плен с лёгким вооружением и небольшим количеством боеприпасов. Немногим удалось вырваться из блокады. В самом Глогау капитулировали отдельные боевые группы.

## Потери
В результате боевых действий Глогау оказался разрушенным на 90%. Потери советских войск — около 3500 солдат убитыми, ранеными, пропавшими без вести. Потери немецких войск — 2500–3000 солдат и гражданских лиц убитыми, ранеными, пленными и пропавшими без вести.

## Отчёты вермахта и пропаганда
Битвы при Глогау упоминались 17 раз в докладе вермахта с 28 января по 3 апреля 1945 года. Отчёт в департаменте пропаганды вермахта в верховном командовании вермахта (OKW) ежедневно публиковался в «Гроссетчерч Рундфанк» и в других ежедневных газетах.
3 апреля 1945 года «Вермахтберихт» сообщил в качестве последнего пропагандистского сообщения о боевых действиях в Глогау: «Гарнизон крепости Глогау, захваченный 12 февраля во главе с их командиром полковником графом Эйленбургом, более шести недель сражался в стратегически важном населённом пункте в полном окружении советских войск. В результате упорной обороны немецкие войска сковали значительные силы Советов и были захвачены после израсходования всех боеприпасов».